# Смена-3

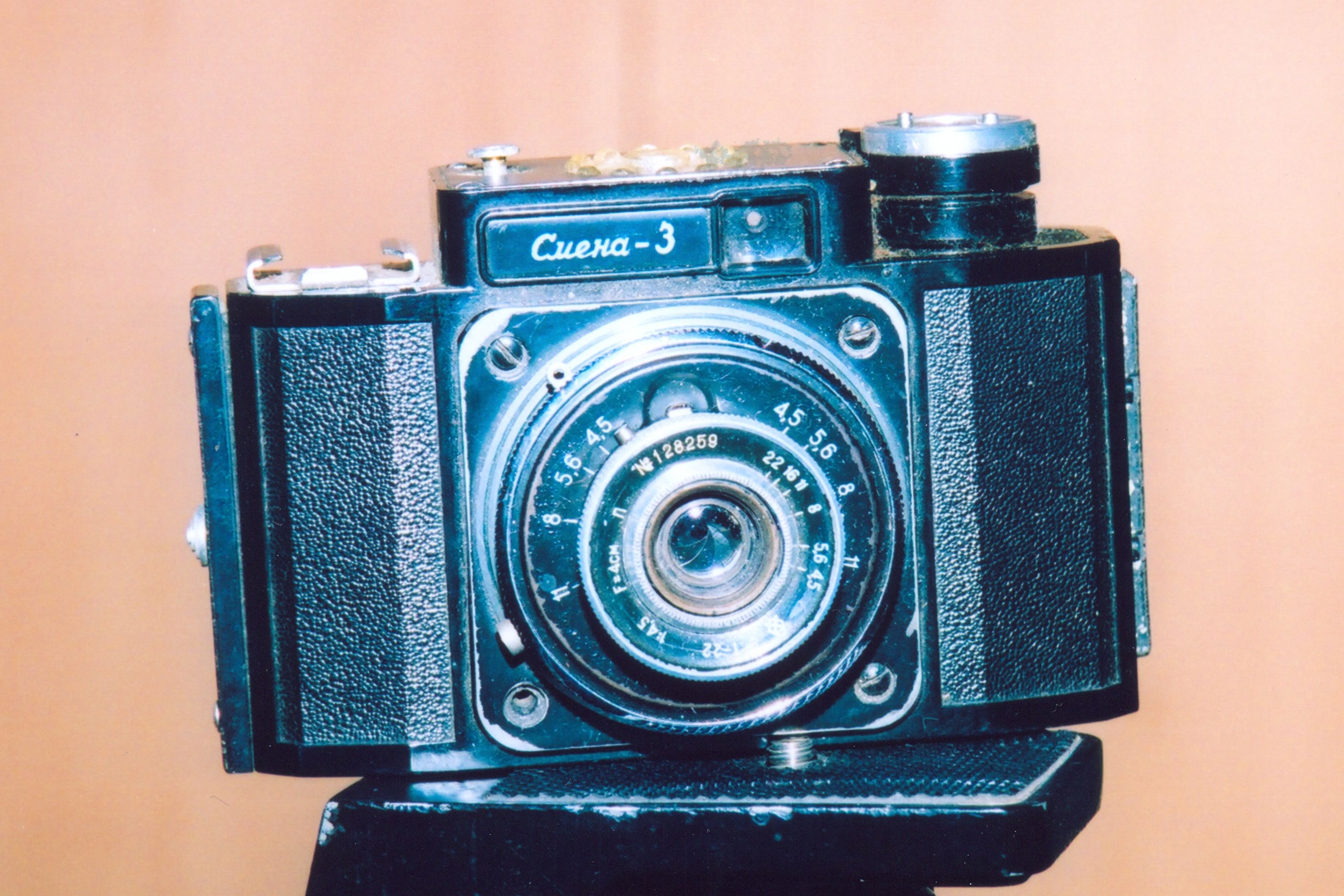
Фотоаппарат «Смена-3»

Сме́на-3 — советский шкальный фотоаппарат, выпускавшийся в Ленинграде объединением ГОМЗ с 1958 год по 1960 год.
Фотоаппарат представлял модификацию послевоенного фотоаппарата «Смена» с курковым механизмом перемотки плёнки (курок под левую руку).
Одновременно со «Сменой-3» выпускалась аналогичная «Смена-4», отличающаяся наличием автоспуска и синхроконтакта.

## Технические характеристики
- Объектив — Триплет «Т-22» 4,5/40 (три линзы в трёх компонентах), несменный, просветлённый. Диафрагма ирисовая, значения диафрагм — от f/4,5 до f/22. Резьба под светофильтр отсутствует.
- Затвор — центральный, залинзовый, отрабатываемые выдержки — 1/10, 1/25, 1/50, 1/100, 1/200 и «В». Курковый взвод затвора не сблокирован с перемоткой плёнки.
- Тип применяемого фотоматериала — фотоплёнка типа 135 в стандартных кассетах. Размер кадра — 24×36 мм.
- Корпус — пластмассовый бакелитовый со съёмной задней стенкой. Приёмная катушка отсутствует, съёмка только в пустую кассету. Обратная перемотка плёнки невозможна. Счётчик кадров с ручной установкой первого кадра.
- Видоискатель оптический параллаксный.
- Синхроконтакт отсутствует. Обойма для крепления съёмного дальномера.
- Автоспуск отсутствует.